# Kanton Monpazier
Monpazier is een voormalig kanton van het Franse departement Dordogne. Het kanton maakte deel uit van het arrondissement Bergerac. Het werd op 22 maart 2015 opgeheven en de gemeenten werden opgenomen in het kanton Lalinde.

## Gemeenten
Het kanton Monpazier omvatte de volgende gemeenten:
- Biron
- Capdrot
- Gaugeac
- Lavalade
- Lolme
- Marsalès
- Monpazier (hoofdplaats)
- Saint-Avit-Rivière
- Saint-Cassien
- Saint-Marcory
- Saint-Romain-de-Monpazier
- Soulaures
- Vergt-de-Biron